# اس‌اس آندرومدا
اس‌اس آندرومدا یک ستاره است که در صورت فلکی آندرومدا قرار دارد.